# Bancolombia Open 2007
Il Bancolombia Open 2007 è stato un torneo di tennis facente parte della categoria ATP Challenger Series nell'ambito dell'ATP Challenger Series 2007. Il torneo si è giocato a Bogotà in Colombia dal 12 al 18 marzo 2007 su campi in terra rossa e aveva un montepremi di $125 000+H.

## Vincitori

### Singolare
Santiago Giraldo ha battuto in finale  Flávio Saretta con il punteggio di 7–6(4), 6–2

### Doppio
Martín García /  Diego Hartfield hanno battuto in finale  Frederico Gil /  Dick Norman con il punteggio di 6–4, 3–6, [10-5]